# Académie internationale Mohammed-VI d’Ifrane

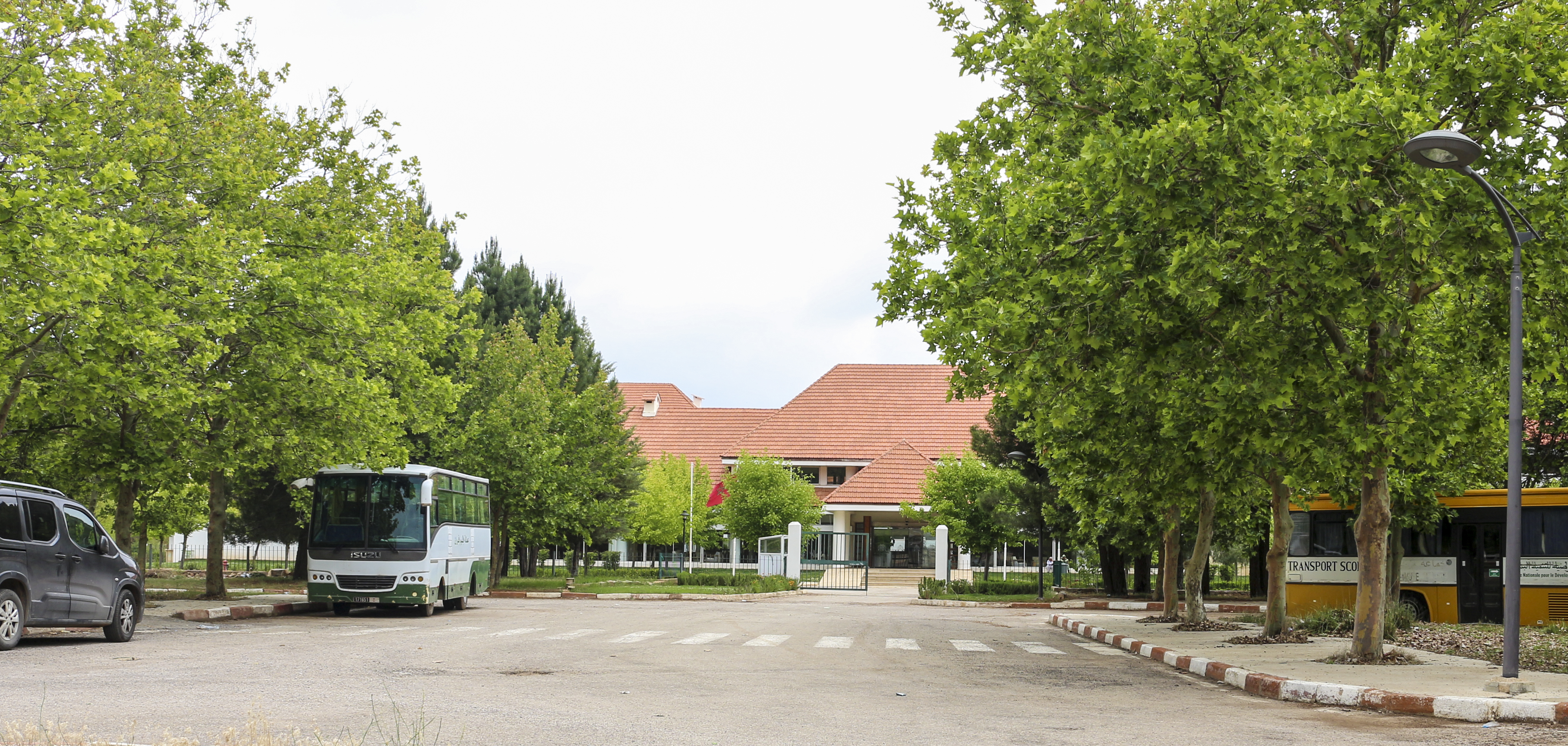
Académie internationale Mohammed-VI d’Ifrane.

L'Académie internationale Mohammed VI d’Ifrane (en arabe : أكاديمية محمد السادس الدولية بإفران) est un centre de formation d'élite basé à Ifrane pour la formation d'athlètes de haut niveau au Maroc, qui est placé sous la tutelle de la FRMA.

## Infrastructures
- Centre médico-sportif et 2 grandes salles de musculation
- Salles de kinésithérapie et de massage, bureau médical, sauna
- Hébergement : 48 chambres seniors et 96 chambres juniors
- Espaces communs : salons, bibliothèque, restaurants

## Galerie de photographies

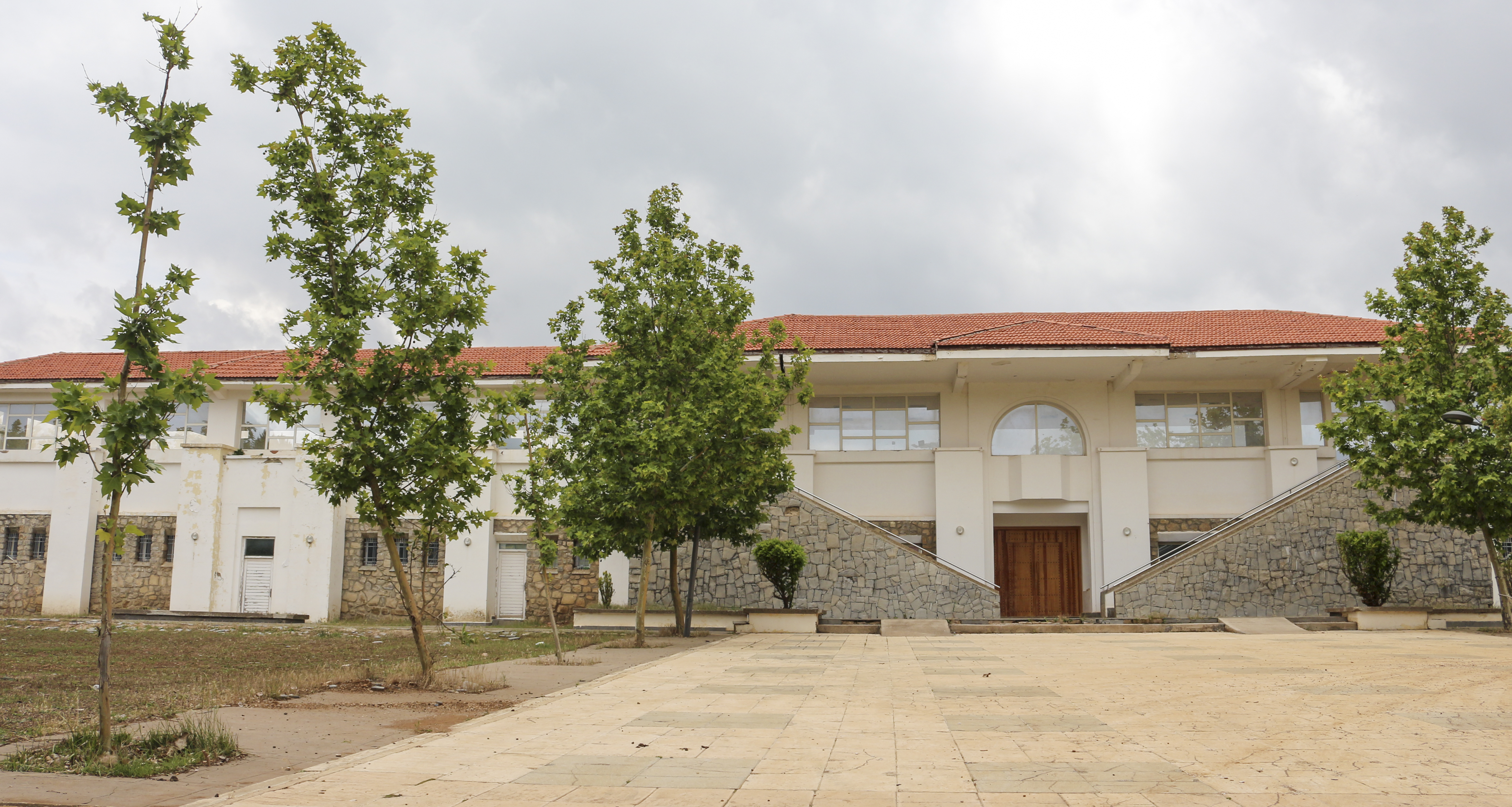
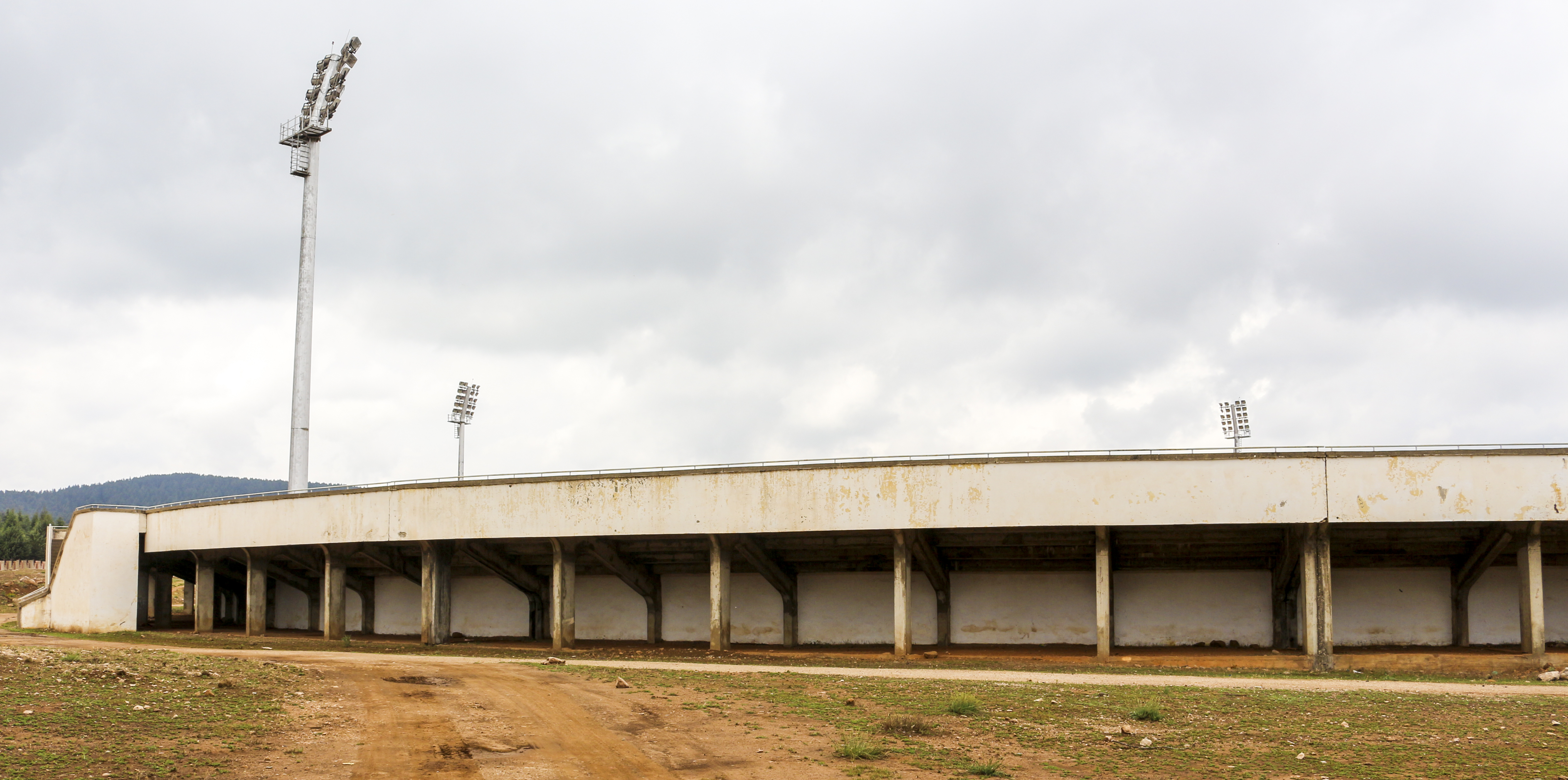
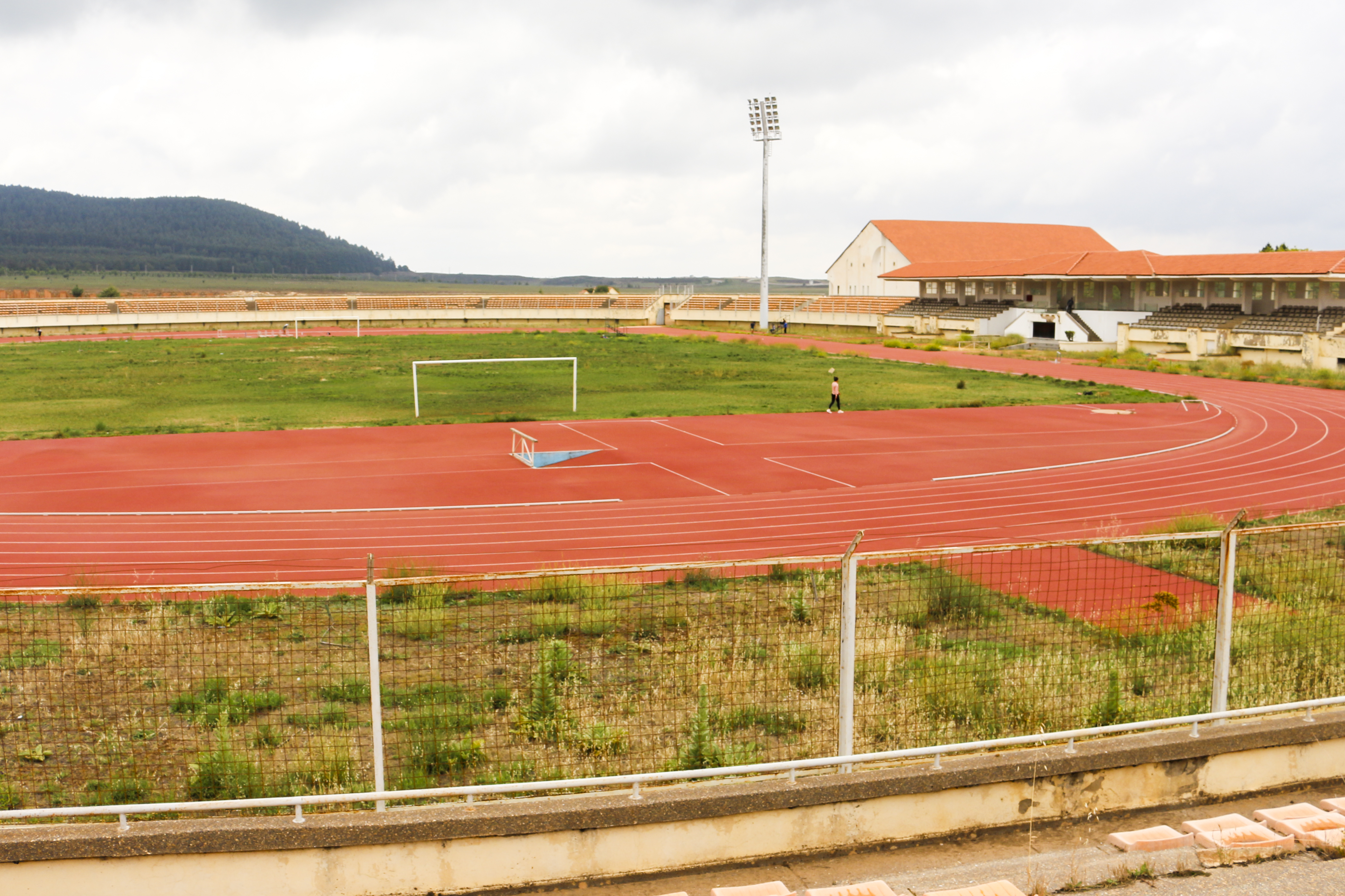
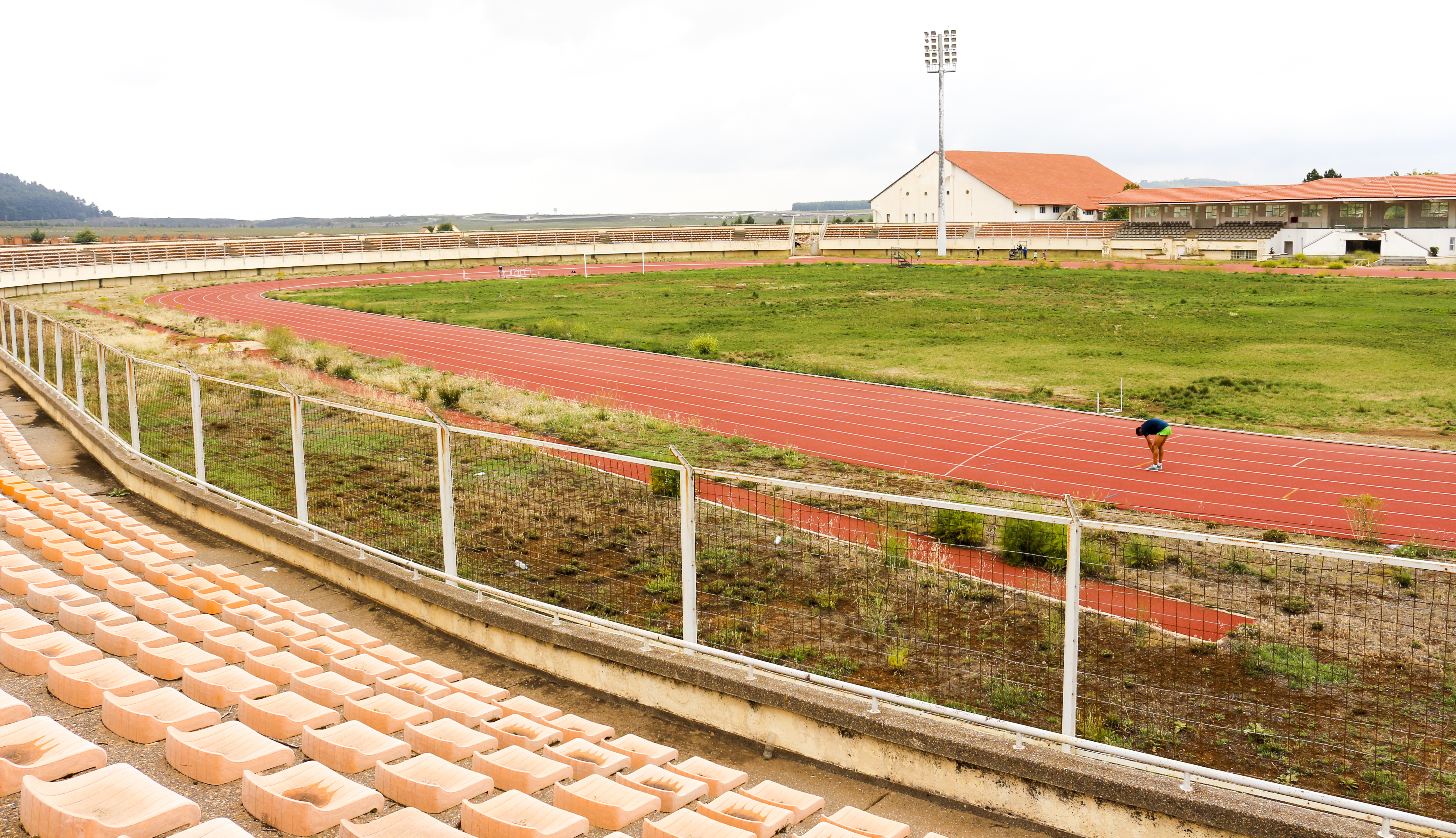
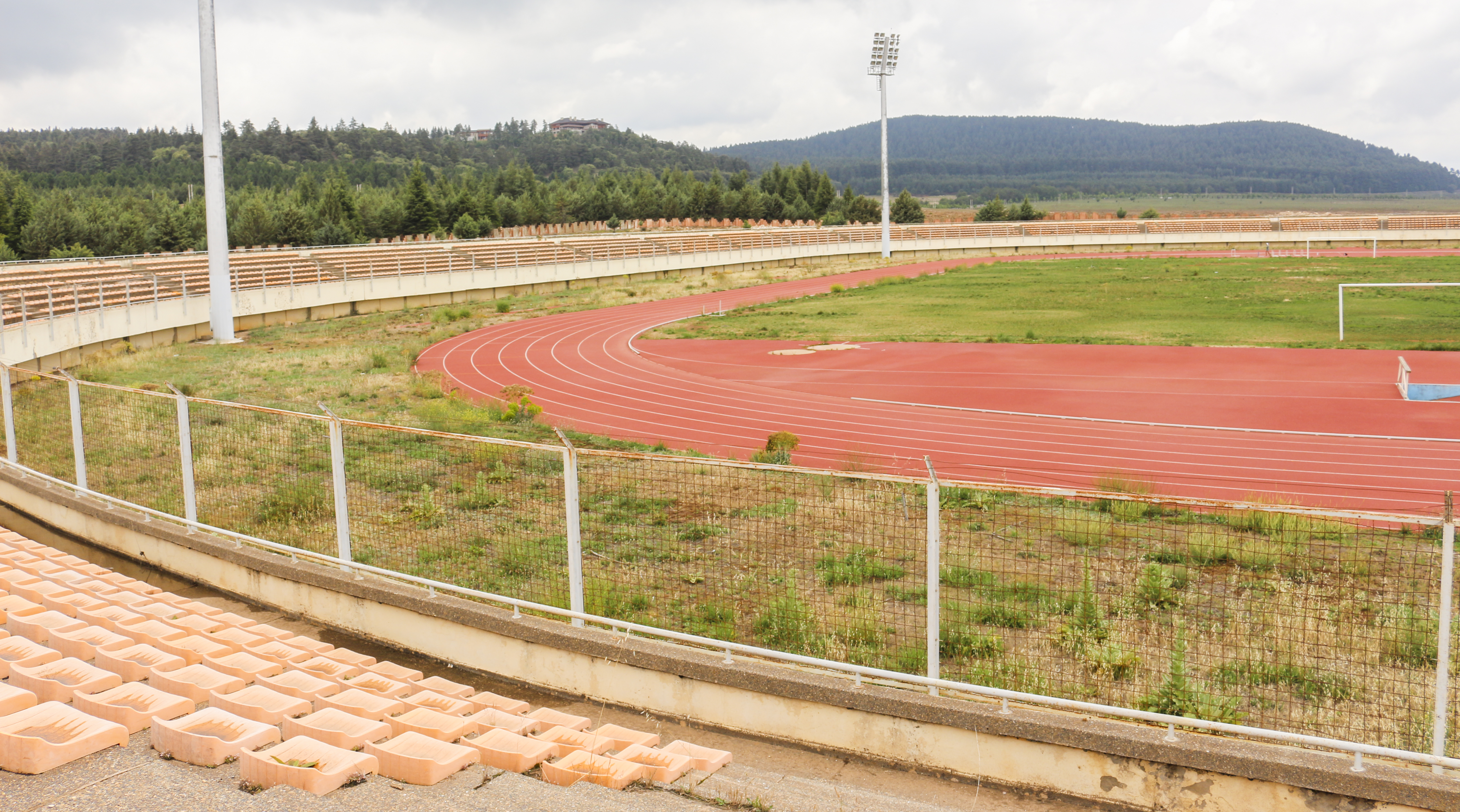
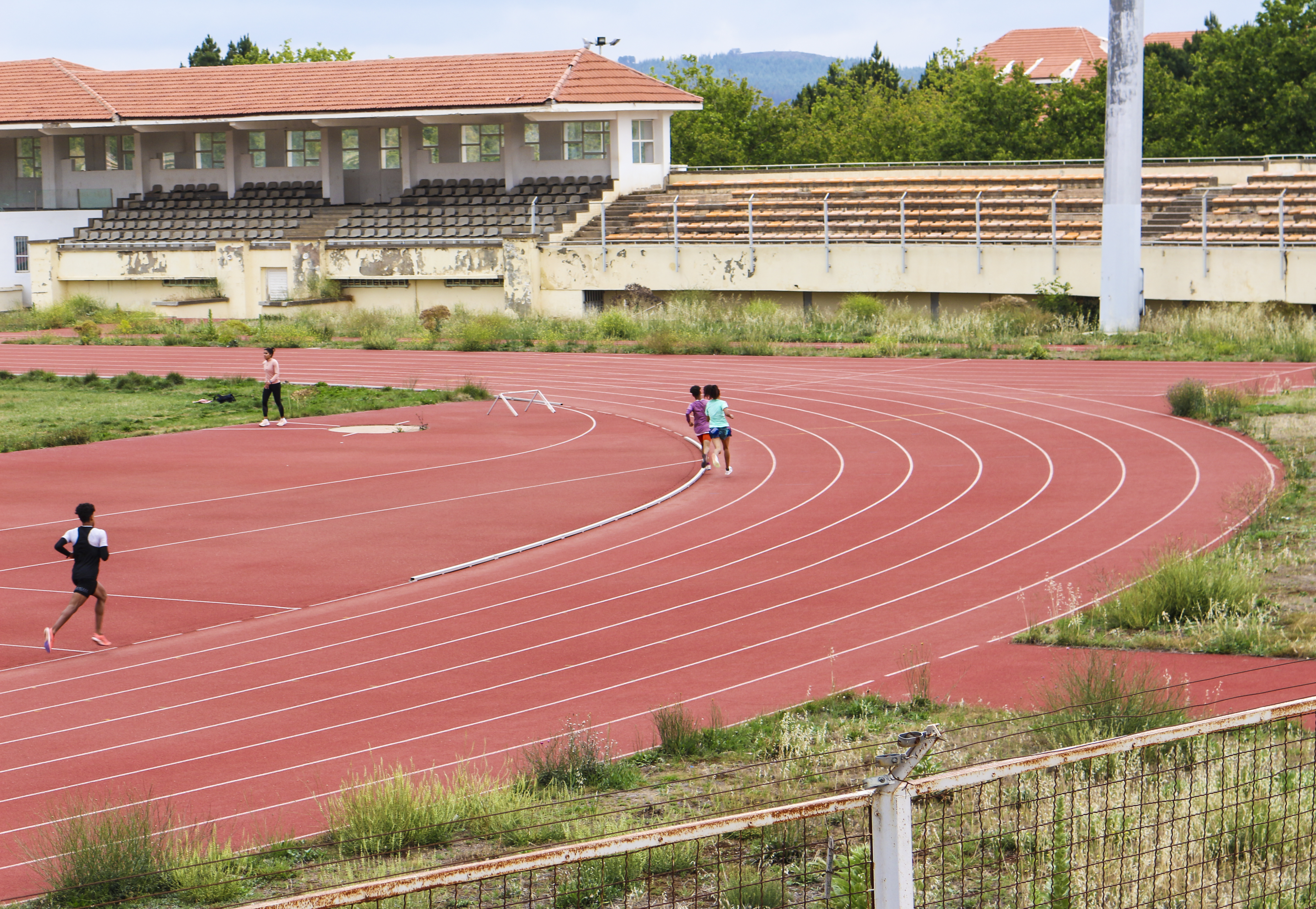

## Athlètes célèbres
- Soufiane El Bakkali